# جرجا (مركز)
مركز جرجا، مركز إداري مصري. يقع في محافظة سوهاج الواقعة في جمهورية مصر العربية. القاعدة الإدارية للمركز هي مدينة جرجا.